# Speculasies
Speculasies is een jaarlijkse fictieve talkshow in het kader van de traditionele sinterklaasviering van de NTR. Het programma was voor het eerst op televisie in 2023. In 2024 keerde het terug voor een tweede seizoen.
In dit programma bespreekt presentator Thomas van Luyn, samen met diverse fictieve gasten, de afleveringen van het Sinterklaasjournaal. Net als bij echte talkshows bevat ook Speculasies een sidekick en een band. 
Het programma wordt wekelijks op zaterdag uitgezonden bij NPO Zapp/NPO Zappelin en is daarnaast te streamen via NPO Start en NLZIET.

## Inhoud
Het programma is doorgaans te zien vanaf de eerste zaterdag voor de landelijke intocht van Sinterklaas tot en met de laatste zaterdag voor 5 december. Het is in die periode elke zaterdag direct na het Sinterklaasjournaal te zien.
Er wordt altijd eerst teruggeblikt op de gebeurtenissen in het Sinterklaasjournaal van de afgelopen week. Daarna wordt er een roddel besproken, die aan het einde meestal niet waar blijkt te zijn. Hierbij wordt door Sidekick Stephanie altijd de stemming in het land gepeild.
Tussendoor speelt de huisband Sinterklaasliedjes. In seizoen 1 werd deze gespeeld door The Kik. In seizoen 2 staat de huisband onder leiding van Ruben Hein.

## Rolverdeling
| Rol                                             | Naam                   | Seizoenen |
| ----------------------------------------------- | ---------------------- | --------- |
| Presentator                                     | Thomas van Luyn        | 1-heden   |
| Sidekick Stephanie                              | Stephanie van Eer      | 1-heden   |
| Richard van der Zwets                           | Patrick Stoof          | 1-heden   |
| Jaap van Stamelen                               | René van 't Hof        | 1-heden   |
| Yvonne Kletsmeijer                              | Stephanie Louwrier     | 1-heden   |
| Ben Snijder                                     | Merijn Scholten        | 2-heden   |
| Marleen Leedwezen                               | Georgina Verbaan       | 2-heden   |
| Floris van Gissen van onderzoeksbureau Grotegok | Andries Tunru          | 1         |
| Melanie Monter                                  | Bianca Krijgsman       | 1         |
| Band                                            |                        |           |
| De Grote Pietenhuis Band (The Kik)              | Dave von Raven         | 1         |
| De Grote Pietenhuis Band (The Kik)              | Marcel Groenewegen     | 1         |
| De Grote Pietenhuis Band (The Kik)              | Ries Doms              | 1         |
| De Grote Pietenhuis Band (The Kik)              | Arjan Spies            | 1         |
| De Grote Pietenhuis Band (The Kik)              | Paul Zoontjens         | 1         |
| De Surprise Knip en Plak Band                   | Ruben Hein             | 2         |
| De Surprise Knip en Plak Band                   | Kris Berry             | 2         |
| De Surprise Knip en Plak Band                   | Lucretia van der Vloot | 2         |
| De Surprise Knip en Plak Band                   | Lucky Fonz III         | 2         |

## Externe Links
- Officiële website Speculasies NTR
- Officiële website Speculasies Zapp